# Kantarel-ordenen
Kantarel-ordenen (Cantharellales) er en orden inden for svamperiget.
| Familier |

- Aphelariaceae
- Botryobasidiaceae
- Kantarel-familien (Cantharellaceae)
- Troldkølle-familien (Clavulinaceae)
- Hydnaceae

Slægt med usikker placering
- Stilbotulasnella